# Martin Bergö
Martin Olof Bergö, född 8 april 1970, är professor i molekylär medicin vid Karolinska Institutet och arbetar även som cancerforskare. Martin har lett/leder BioNut, en forskargrupp på Institutionen för biovetenskaper och näringslära.
Bergö har även tidigare arbetat vid Göteborgs Universitet och lett ett antal forskargrupper där men sedan Januari 2020 är han en allierad professor. Han har även vunnit och erhållit flera priser och utmärkelser för sitt arbete. Han är också medlem i Nobelförsamlingen och ordförande i styrelsen av Folkuniversitetet väst.
Han tillträdde som prorektor för Karolinska Institutet den 1 mars 2023 och innehar rollen som vicerektor inom forskningen på Karolinska Institutet.
Bergös medicinska forskning handlar om "molekylära mekanismer om utveckling och progression av cancer och accelererat åldrande".